# Mîronivka, Bilohirsk
Mîronivka (în ucraineană Миронівка) este un sat în comuna Vîșenne din raionul Bilohirsk, Republica Autonomă Crimeea, Ucraina.

## Demografie
Componența lingvistică a localității Mîronivka
     Rusă (56,25%)
     Tătară crimeeană (32,5%)
     Ucraineană (7,19%)
     Alte limbi (0,31%)
Conform recensământului din 2001, majoritatea populației localității Mîronivka era vorbitoare de rusă (56,25%), existând în minoritate și vorbitori de tătară crimeeană (32,5%), ucraineană (7,19%) și armeană (2,81%).